# Bathygnathia oedipus
Bathygnathia oedipus är en kräftdjursart som först beskrevs av Stebbing 1913.  Bathygnathia oedipus ingår i släktet Bathygnathia och familjen Gnathiidae. Inga underarter finns listade i Catalogue of Life.